# Aiphanes ulei
Aiphanes ulei är en enhjärtbladig växtart som först beskrevs av Carl Lebrecht Udo Dammer, och fick sitt nu gällande namn av Karl Ewald Maximilian Burret. Aiphanes ulei ingår i släktet Aiphanes och familjen Arecaceae. IUCN kategoriserar arten globalt som livskraftig. Inga underarter finns listade i Catalogue of Life.